# Вальдекаса
Вальдекаса (ісп. Valdecasa) — муніципалітет в Іспанії, у складі автономної спільноти Кастилія-і-Леон, у провінції Авіла. Населення — 75 осіб (2010).
Муніципалітет розташований на відстані близько 120 км на захід від Мадрида, 28 км на захід від Авіли.
На території муніципалітету розташовані такі населені пункти: (дані про населення за 2010 рік)
- Пасарілья-дель-Ребольяр: 28 осіб
- Вальдекаса: 47 осіб

## Демографія
Динаміка населення (INE ):